# ФК ТП Мазембе
TП Мазембе, такође познат и као Енглеберт, је фудбалски клуб из Лубумбаши, ДР Конго. Домаћин је на стадиону ТП Мазембе који се налази у предграђу Камалондо. Надимак им је Les corbeaux (гавранови) иако у грбу имају крокодила са лоптом у устима. ТП Мазембе има буџет од 14 милиона евра и просечну посећеност од 18.000 гледалаца по утакмици.

## Историја
ТП Мазембе је основан 1939. год. од стране Бенедиктанских монаха који су похађали Свети Универзитет у Елизабетвилу (Лубумбаши). Да би омогућили студентске активности за оне који се нису посветили свештенству, монаси су основали фудбалски клуб под именом ФК Сент Џорџ. Овај тим је одмах учествовао у Првој фудбалској лиги коју је основао Белгијски краљ. На крају сезоне освојили су 3. место. 
1944. године име клуба је промењено у ФК Сент Паул. Неколико година касније монаси су престали да управљају екипом. Тада тим мења име у ФК Енглеберт по свом спонзору који се бави производњом гума. Префикс "Tout Puissant" (Свемогући) је додат у клупском имену када је екипа, непоражена, освојила прву титулу 1966. године. 
Након независности Конга, (30. јун 1960. год.) ФК Енглеберт пролази кроз реконструкцију. У 1966. год., они почињу да се такмиче у националном првенству, Катанга купу и Конго купу. 
Они су 1967. и 1968. год., победили у КАФ Лиги шампиона. Они су учествовали у финалима четири године узастопно (1967,1968,1969. и 1970. год.). Мазембе је први тим који је успео да одбрани титулу у КАФ Лиги шампиона. Тај успех су поновили 2009. и 2010. год..
2010. године постали су први фудбалски клуб из Африке који је играо у финалу Светског клупског првенства, где су поражени од Интера резултатом 3:0.

## Грб
- стари грб
- стари грб
- тренутни грб

## Успеси

### Домаћи трофеји
- Национална лига ДР Конга:
  - Победници (17): 1966, 1967, 1969, 1976, 1987, 2000, 2001, 2006, 2007, 2009, 2011, 2012, 2013, 2014, 2016, 2017, 2019 (рекорд)
- Куп Конга:
  - Победници (5): 1966, 1967, 1976, 1979, 2000
  - Другопласирани (1): 2003
- Супер куп Конга:
  - Победници (3): 2013, 2014, 2016 (рекорд)

### Међународни трофеји
- КАФ Лига шампиона:
  - Победници (5): 1967, 1968, 2009, 2010, 2015
  - Другопласирани (2): 1969, 1970
- КАФ Куп Конфедерација:
  - Победници (2): 2016, 2017
  - Другопласирани (1): 2013
- КАФ Куп победника купова:
  - Победници (1): 1980
- КАФ Супер куп:
  - Победници (3): 2010, 2011, 2016
  - Другопласирани (2): 2017, 2018
- Светско клупско првенство у фудбалу:
  - Другопласирани (1): 2010